# Ferrol
Ferrol je přístavní město v jednom z mnoha zálivů severního pobřeží Galicie, autonomního společenství v rámci Španělska. Je sídlem comarky Ferrol, součásti provincie A Coruña. Žije zde přibližně 64 tisíc obyvatel.
V éře frankismu byl uzákoněn název El Ferrol de Caudillo, tedy Vůdcův Ferrol. Dosud se lze setkat s formou El Ferrol, oficiálním názvem je však od roku 1980 pouze Ferrol (v galicijštině i kastilštině).

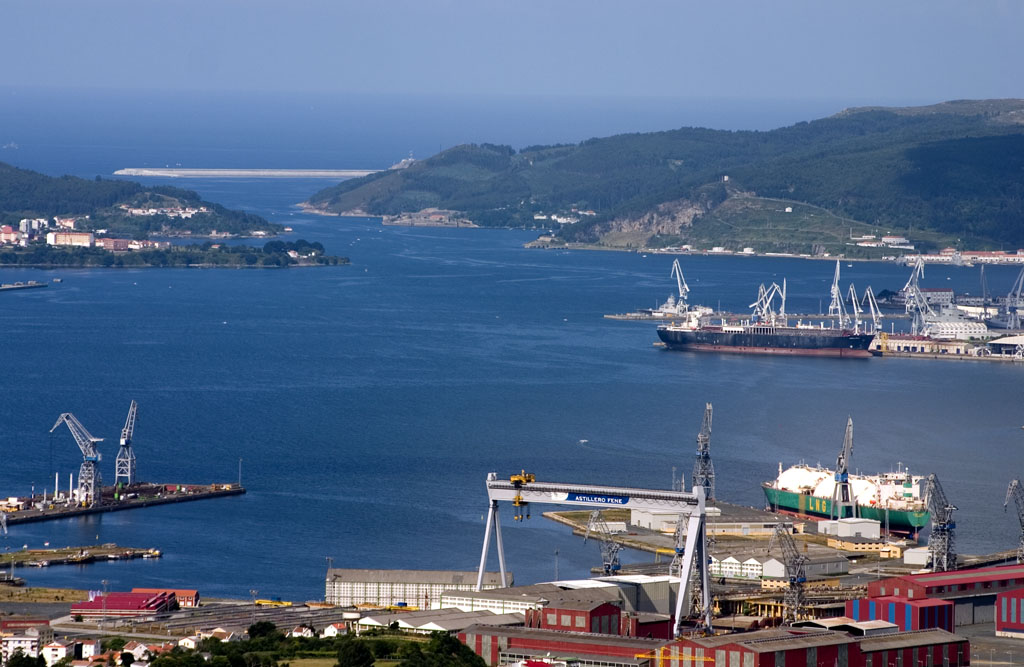
Ferrolská zátoka a loděnice

## Hospodářství a doprava
Zdejší hospodářství je založeno především na vojenských i civilních loděnicích a přístavu, logistice, na rybolovu, okrajově na turistickém ruchu. Končí zde širokorozchodná železnice z A Coruñi a úzkorozchodná dráha do Asturie, Kantábrie a Baskicka, využívanější je však autobusová doprava.

## Slavní rodáci
- Concepción Arenal (1820–1893): španělská spisovatelka a první žena ve Španělsku, která mohla navštěvovat univerzitu.
- Pablo Iglesias (1850–1925): socialista, zakladatel Partido Socialista Obrero Español (PSOE) a Unión General de Trabajadores (UGT)
- José Canalejas (1854–1912): politik, progresista.
- Francisco Franco (1892–1975): španělský diktátor
- Ramón Franco (1896–1938): letec a politik
- Ricardo Carvalho Calero (1910–1990): první profesor galicijštiny a galicijské literatury na Universidade de Santiago de Compostela
- Gonzalo Torrente Ballester (1910–1999): spisovatel, člen Královské akademie věd
- Álvaro Carreras (2003–): fotbalista